# Terra Nova
A ilha de Terra Nova (em inglês Newfoundland, em francês Terre-Neuve, em mi'kmaq Taqamkuk, em irlandês Talamh an Éisc, em inuttitut Kallunasillik / Ikkarumikluak) encontra-se no noroeste do Oceano Atlântico. Juntamente com Labrador, forma a província canadense de Terra Nova e Labrador, e onde se encontra a maior parte da sua população.
A ilha está separada do continente americano pelo Estreito de Belle Isle e da Ilha do Cabo Bretão pelo Estreito de Cabot. Obstrui a foz do Rio de São Lourenço e dá origem ao golfo homónimo e maior estuário mundial. O território mais próximo é a coletividade ultramarina francesa de São Pedro e Miquelão.
Conta com uma área de 108 860 km², é a 16.ª maior do mundo, a 4.ª maior do Canadá e a 1.ª maior excluindo as ilhas do Norte. A capital provincial, São João da Terra Nova, está localizada na costa sudoeste da ilha e o Cabo da Esperança, a sul, é o ponto mais oriental da América do Norte, excluindo a Gronelândia.
De acordo com o censo de 2006, 57% dos inquiridos declaram ter ascendência britânica ou irlandesa. 43,2% declara ter pelo menos um parente inglês, 21,5% pelo menos um parente irlandês e 7% um parente de origem escocesa. Além do mais, 6,1% têm pelo menos um parente francês. A população total da ilha de acordo com o censo é de 479 105 habitantes.
Na área conhecida como Iceberg Alley, ao largo da costa da ilha, situa-se o ponto exato do afundamento do transatlântico RMS Titanic, em 1912. Entre 1882 e 1890, foi palco de 14 acidentes semelhantes. Após este acidente, um acordo internacional levou à formação da Patrulha Internacional do Gelo.

## História
A história de Terra Nova antes da sua colonização é algo obscura. Crê-se que os primeiros humanos tenham visitado a região há cerca de 10 000 anos, no sul de Labrador. Sabe-se que estavam inseridos na cultura Arcaica Marítima, subsistindo da caça e pesca no subártico e que deram lugar a grupos paleoesquimós (povos Dorset e Groswater; posteriormente Índios Recentes — índios de Little Passage Complex), antecessores dos Beothuk. Provas arqueológicas da sua presença encontram-se em L'Anse Amour, no estreito de Belle Isle, por onde se crê que há 4 000 anos tenham cruzado em direção à ilha de Terra Nova. No entanto, a partir desse período do torna-se difícil certificar a presença dos povos índios e nórdicos na zona. Os vestígios dos primeiros são escassos, e só com a chegada das primeiras expedições se pode reafirmar com convicção a sua presença. Quanto aos segundos, a natureza dos relatos, de teor literário — sagas da Gronelândia e de Erik, o Vermelho — tornam complicado definir com precisão qual foi o primeiro ponto de contacto dos europeus com o continente americano. A hipótese de que a Terra Nova tenha sido o terceiro local avistado por Leif Ericson, Vinlândia, foi contestada, sendo provável que este nome se referisse a uma área geográfica mais abrangente, de Anse-aux-Meadows para sul até ao Rio São Lourenço e Novo Brunswick. A certeza existe, porém, de que o lugar de Anse-aux-Meadows foi estabelecido por viquingues, e que quando os primeiros exploradores chegaram à ilha, os Beothuk eram os seus únicos habitantes.

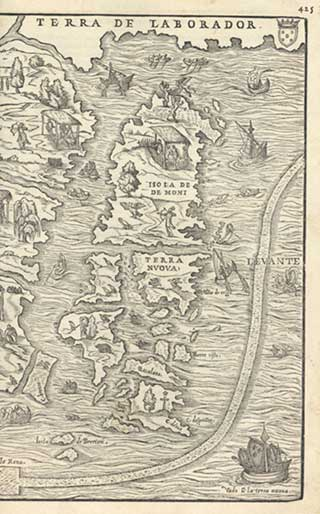
Terras descobertas por Caboto. Em Navigationi et viaggi de Giovanni Battista Ramusio (Veneza, 1583).

É em finais do século XV que se intensifica o contato com os europeus, que se deve sobretudo à corrida por encontrar um novo caminho marítimo para o Oriente, dando aso a várias expedições de ingleses, portugueses e franceses. A primeira visita do seu tipo à ilha pode ser atribuída a Giovanni Caboto, navegador genovês a serviço do rei Henrique VII de Inglaterra. A expedição parte de Bristol em 1497, apesar de não existir um consenso sobre o local exato por ele avistado. Qualquer que seja o caso, o Reino de Portugal assevera à coroa inglesa o nulo direito desta à colonização da área, de acordo com o estipulado no Tratado de Tordesilhas. Em resposta, acaba por patrocinar as expedições de João Álvares Fagundes e dos irmãos Gaspar e Miguel Corte Real em 1501 e 1502. Estes mapearam a costa da então chamada Terra Nova dos Bacalhaos numa tentativa malfadada de encontrar a Passagem do Noroeste. Do ponto de vista português, isto traduziu-se numa hipótese futura de expansão do seu império para noroeste do Atlântico. No entanto, a principal vantagem a ser obtida da potencial colonização, a pesca do bacalhau, poderia facilmente ser contornada através de trocas comerciais por outros recursos mais valiosos provenientes da Ásia e América. Assim, Portugal faz pouca questão de concretizar essa expansão. No entanto, e até à primeira metade do século XVI, ainda mantinha alguma influência na pesca do bacalhau. Pela mesma altura, embarcações inglesas começam a frequentar os bancos de pesca de Terra Nova. A 5 de agosto de 1583, Sir Humphrey Gilbert reivindica a Terra Nova como a primeira colónia ultramarina inglesa, por Decreto Régio da rainha Isabel I de Inglaterra, estabelecendo oficialmente as bases daquilo que mais tarde seria o Império Britânico. É portanto considerada a mais antiga colónia britânica.
Os emigrantes europeus deram origem a vários dialetos associados ao estabelecimento de povoados na ilha, nomeadamente às variedades de inglês e francês autóctonas. Até o século XIX, era também lar das variedades próprias de gaélico escocês (particularmente pela área do Vale de Codroy) e, até ao século XX, de gaélico irlandês. Os topónimos das duas línguas são indicativas da ligação à pesca por parte dos imigrantes, com Eilean a' Trosg (Ilha do Bacalhau) e Talamh an Éisc (Terra do Peixe) como nomes escoceses e irlandeses, respetivamente.

## Vexilologia
Pensa-se que a primeira bandeira representativa de Terra Nova, em uso no início do século XIX, incluía a imagem de um abeto verde sobre fundo rosado. A primeira bandeira oficial de Terra Nova, arvorada por embarcações ao serviço do governo colonial, foi o Estandarte Azul de Terra Nova, adotado em 1870 e em uso até 1904, altura em que foi ligeiramente modificado. Em 1904, a coroa do Estandarte Azul foi substituída pelo Grande Selo de Terra Nova (tendo a real aprovação sido concedida em 1827) e o Parlamento Britânico designa os Estandartes Vermelhos e Azuis como as insígnias oficiais da ilha. Os estandartes com o Grande Selo de Terra Nova foram içadas oficialmente de 1904 até 1965, com o Estandarte Vermelho representativo da marinha mercante, e o Azul içado em navios governamentais (segundo a tradição britânica do uso de diferentes bandeiras para a marinha mercante e naval e para os navios governamentais).
A 26 de setembro de 1907, o rei Eduardo VII do Reino Unido declara a Colónia de Terra Nova como um Domínio independente dentro do Império Britânico, e até 1965, o Estandarte Vermelho foi usado como a insígnia civil do Domínio de Terra Nova, com o Azul reservado novamente para a identificação de navios governamentais. Em 1931, a Assembleia Nacional adota oficialmente a Bandeira da União como bandeira oficial do território, mantendo no entanto o uso oficial dos estandartes navais.
A 31 de março de 1949, com a integração de Terra Nova na administração federal canadense, a Bandeira da União manteve o seu estatuto legal, com a designação de bandeira "nacional", o que foi mais tarde reafirmado com a Lei de Revisão Estatutária de 1952. A situação manteve-se até 1980, quando foi introduzida a atual bandeira provincial.

Existe também uma bandeira não oficial, conhecida coloquialmente como a Tricolor de Terra Nova, representativa de uma fraternidade católica em São João, na década de 1880. É uma das raras e possivelmente mais antigas bandeiras a fazer uso da cor de rosa.

Estandarte Azul de Terra Nova, bandeira do governo colonial de 1870 a 1904.
Estandarte Azul revisto, em vigor de 1904 a 1965.
Estandarte Vermelho de Terra Nova, insígnia civil do governo colonial de 1904 a 1965.
Bandeira da União, bandeira oficial do Domínio de Terra Nova e Labrador e da Província de Terra Nova de 1931 a 1980.
Bandeira de Terra Nova e Labrador, declarada legalmente como a bandeira provincial a 28 de maio de 1980.
Bandeira Tricolor de Terra Nova (não oficial)

## Geografia
- Ver também: Geografia de Terra Nova e Labrador

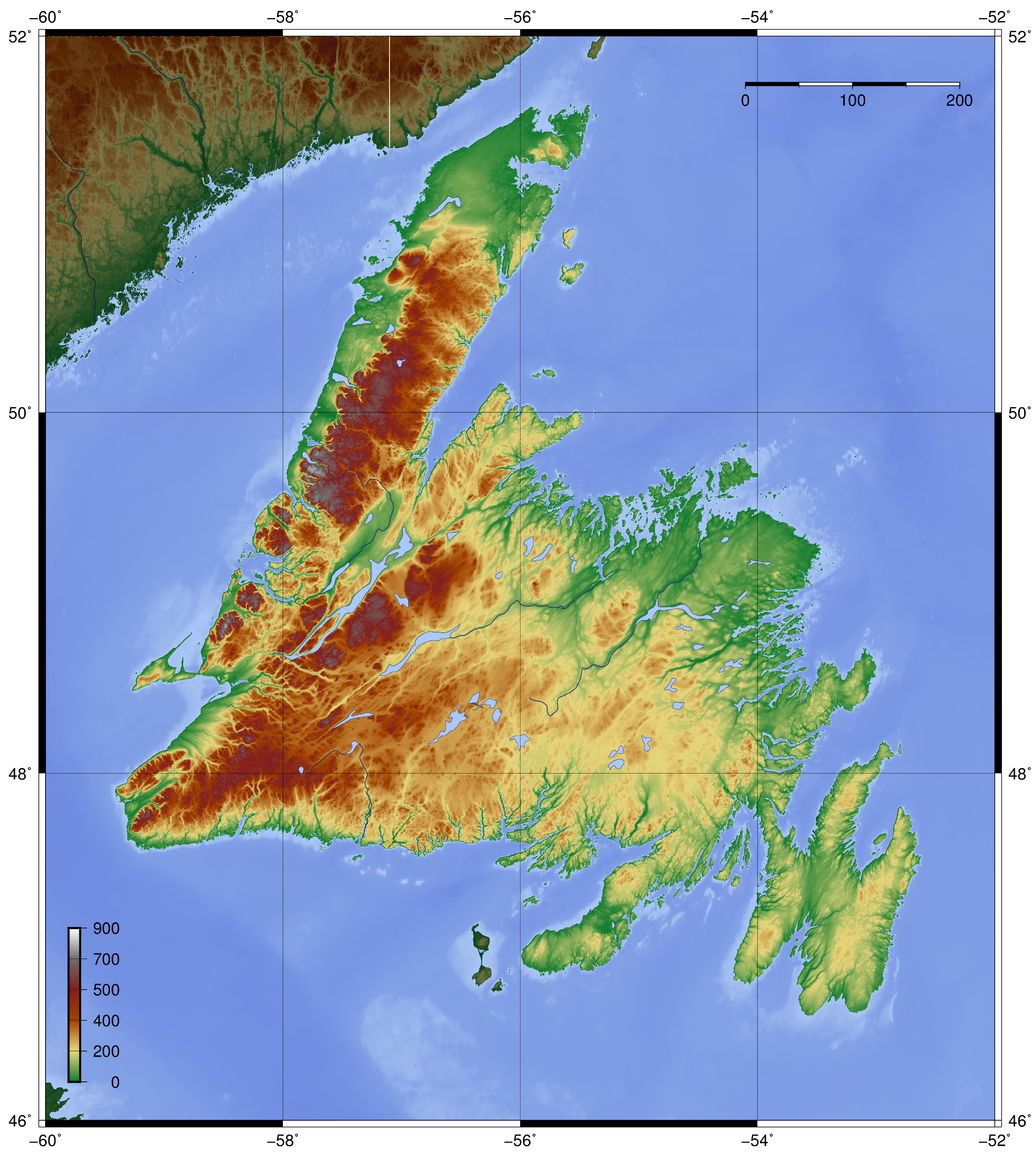
Topologia de Terra Nova

A Terra Nova tem um litoral de formato irregular, com numerosos cabos, baías e penínsulas. Entre as principais penínsulas incluem-se a Península de Avalon, onde se encontra a capital São João de Terra Nova e Labrador, a Península de Cinzel, ao largo da qual se encontram São Pedro e Miquelão, a Península do Norte, situada na costa do estreito de Belle-Isle, e na extremidade da qual se encontra o sítio arqueológico viquingue do Anse-aux-Meadows. O nordeste da ilha é batido pelos fortes ventos do Atlântico. A norte e noroeste encontra-se uma vegetação baixa e muito rústica. Afastando-se da costa, entra-se numa floresta boreal constituída principalmente por coníferas entre os lagos, pântanos e turfeiras. O terreno é úmido e pouco propício à agricultura, excepto nos vales de alguns rios que têm melhores solos e um clima ligeiramente mais quente. A costa ocidental de Terra Nova é notável pelo seu terreno escarpado, seus fiordes e seus lagos cercados de elevados penhascos, onde se encontra o parque nacional de Gordos Sombrio, um dos principais sítios turísticos da província.
Na costa sudeste existem pequenas aldeias de pesca, ligadas entre si somente por embarcação. As principais comunidades da costa sul são Burgeo e Porto Bretão, que são os pontos de partida dos navios costeiros que asseguram o serviço das comunidades privadas de estrada. A principal estrada de Terra Nova é uma extensão da Estrada Transcanadense. A sua extremidade ocidental encontra-se em Channel-Port aux Basques|Port-aux-Basques e termina em São João de Terra Nova e Labrador. A partir de Port-aux-Basques, a estrada ruma para o norte, seguidamente volta para o leste para contornar a costa nordeste em direção à península de Avalon. As principais localidades de Terra Nova servidas pela Estrada Transcanadense são: Port-aux-Basques, Stephenville, Corner Brook, Deer Lake, Grand Falls-Windsor, Gander, Clarenville, e St. Jean.

### Clima
A Terra Nova caracteriza-se pela presença de um clima subártico (Köppen Dfc) ou continental úmido (Köppen Dfb). As regiões do extremo sudeste da ilha recebem influência marítima suficiente de modo a serem classificadas sob a influência de um clima subpolar oceânico (Köppen Cfc).

A Terra Nova segundo a classificação climática de Köppen-Geiger.

### Geologia
A Época Terreneuviana que se inicia com o período Câmbrico deve o seu nome ao topónimo francês para a ilha.